# Fujiwara Shiryu
Shiryu Fujiwara (sinh ngày 23 tháng 9 năm 2000) là một cầu thủ bóng đá người Nhật Bản.

## Sự nghiệp câu lạc bộ
Shiryu Fujiwara đã từng chơi cho Kamatamare Sanuki.